# Прибылов, Гавриил Логинович
Гавриил Логинович Прибылов (ок. 1747/48 —1796) — русский мореплаватель, исследователь северной части Тихого океана, открыл острова Св. Георгия и Св. Павла.

## Биография

### Начало карьеры
Родился, вероятно, в Охотске. В 1766 году определён штурманским учеником в экспедицию Петра Кузмича Креницына и до её окончания в 1770 году принимал активное участие во всех её работах. В июле 1768 года на галиоте «Святая Екатерина» перешёл из Нижнекамчатска к Алеутским островам, занимаясь в ходе плавания их описанием. Зимовал на острове Уналашка. В июле 1770 года вернулся в Охотск и причислен к команде Охотского порта.

### Острова Тумана
Прибылов в составе экспедиции Михаила Васильевича Неводчикова в 1768 году, 1769 году, 1770 году, частично 1771 году исследовал Берингово море и северную часть Тихого океана. Вернувшись из плавания, Прибылов составил записку, в которой сообщал о местном предании, услышанном от шамана-алеута на одном из Алеутских островов: в море между двумя большими материками находятся так называемые острова Тумана с множеством тюленей — ценнейших пушных зверей и предметом постоянного поиска промысловиков. Неводчиков искать мифические острова отказался, но императрица Екатерина II в 1771 году распорядилась организовать экспедицию Прибылова.

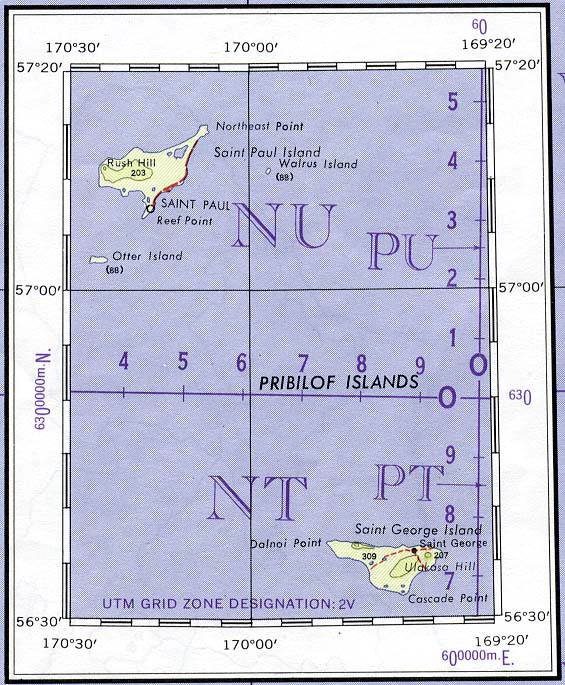
Открытые Прибыловым в 1786—1787 годах острова

### В поисках островов
Весной 1773 года Прибылов начал поиски в районе к северу и северо-востоку от Лисьих островов, южнее границы замерзания Берингова моря. Он командовал судном Русско-Американской Компании «Святой Георгий» (1781—1786). Безрезультатно 17 раз отправлялся он в трудные плавания, методично нанося на карту исследованные участки, меняя экипажи и подавляя бунты отчаявшихся матросов. Приходилось плыть по бурному морю через густой туман. В 18-й раз Прибылов весной 1786 года к северу от острова Уналашка открыл богатый морским зверем остров, следуя за звуком рёва северных морских котиков.
На следующий год промысловые люди нашли к северу от открытого острова Св. Григория ещё один остров, названный по случаю дня памяти святых Петра и Павла (сегодня — остров Св. Павла). В 1789 году купец и мореплаватель Григорий Шелихов назвал эту группу островов именем Прибылова. По другим источникам, название в честь Г. Л. Прибылова было присвоено островам М. И. Муравьёвым, управляющим Российско-американской компании в 1820—1825 годах.

### Последние годы
В акватории открытых островов Прибылов три года вёл удачный промысел, а осенью 1790 года зачислен лоцманом в экспедиции И. Биллингса — Г. Сарычева в состав экипажа судна «Чёрный орёл» под командованием Романа Романовича Галла. Позже добывал пушнину в заливе Аляска, командуя различными судами Российско-Американской компании и доходя на юге до островов Королевы Шарлотты. По заданию правителя компании Александра Андреевича Баранова в 1795 году доставил в залив Якутат первых переселенцев и отца Ювеналия — монаха-геолога.
Скончался мореплаватель в 1796 году в Охотске.